# Benita von Falkenhayn
Benita von Falkenhayn, née von Zollikofer - Altenklingen (née le 14 août 1900, exécutée le 18 février 1935 à Berlin) est une baronne allemande, connue pour ses activités d'espionnage au profit de la Pologne.
Issu de la famille noble Zollikofer von Altenklingen (de), elle se marie en secondes noces avec l'officier allemand Richard von Falkenhayn (de) (1897-1970), issu d'une famille de propriétaires terriens de la région de Posen. Elle divorce de cet officier en 1929.
Au début des années 1930, elle rencontre l'agent secret polonais Jerzy Sosnowski (en) et devient sa maîtresse. Après s'être adonnée a des activités d'espionnage pour son compte, elle est arrêtée, ainsi que lui et d'autres espionnes, fin février 1934 par la Gestapo.
Elle est condamnée à mort, ainsi que Renate von Natzmer (en), fin février 1935. Au matin du 18 février 1935, elles sont toutes deux conduites dans la cour de la prison de Plötzensee à Berlin pour y être décapitées à la hache par le bourreau Carl Gröpler. Ce seront les deux dernières personnes exécutées de cette façon en Allemagne nationale-socialiste. Les autres le seront par pendaison ou guillotine.